# پایش (برنامه تلویزیونی)
پایش یک برنامهٔ تلویزیونی با موضوعات اقتصادی است که از اوایل دههٔ نود تا کنون از شبکهٔ یک صدا و سیمای ایران پخش می‌شود. این برنامه که تولید گروه دانش و اقتصاد شبکهٔ یک است، با حضور کارشناسان و مسئولان، به بررسی موضوعاتی مانند اشتغال و بیکاری، تورم، کارآفرینی، قیمت‌گذاری خودرو، مسکن و نرخ ارز می‌پردازد. پایش در واقع با هدف آگاهی‌بخشی و دانش‌افزایی مردم در حوزهٔ مسائل اقتصادی ساخته شده است. اجرای پایش در ابتدا به عهدهٔ مرتضی حیدری و کیاداود اسفندیاری بود و در فصل‌های بعدی، محمد دلاوری و ندا سپانلو مجری این برنامه شدند.
تهیه کنندگی فصل جدید برنامه پایش را ایمان علی محمدی به عهده دارد.وی فارغ التحصیل مقطع کارشناسی ارشد در رشته علوم ارتباطات اجتماعی، گرایش تحقیق در ارتباطات از دانشگاه صدا و سیما است.وی پیش از این سردبیری برنامه هایی همچون فرامتن شبکه افق، ما ایرانی ها شبکه پنج و ... را در کارنامه خود دارد.
ایمان علی محمدی در مصاحبه ای که با باشگاه خبرنگاران داشته است به رویکردهای فصل جدید برنامه پایش اشاراتی کرده است.https://www.yjc.ir/fa/news/8887300/%D9%87%D8%AF%D9%81-%D9%BE%D8%A7%DB%8C%D8%B4-%D8%B3%D8%A7%D8%AF%D9%87%E2%80%8C%D8%B3%D8%A7%D8%B2%DB%8C-%D9%85%D8%A8%D8%A7%D8%AD%D8%AB-%D8%A7%D9%82%D8%AA%D8%B5%D8%A7%D8%AF%DB%8C-%D8%A7%D8%B3%D8%AA